# Stenskär (syd Kökar, Åland)
För andra betydelser, se Stenskär (olika betydelser).
Stenskär är skär i Åland (Finland). De ligger i Skärgårdshavet och i kommunen Kökar i landskapet Åland, i den sydvästra delen av landet. Öarna ligger omkring 62 kilometer öster om Mariehamn och omkring 220 kilometer väster om Helsingfors. Stenskär ligger 7 meter över havet.
Arean för den av öarna koordinaterna pekar på är 3,8 hektar och dess största längd är 260 meter i nord-sydlig riktning. Trakten är glest befolkad. Närmaste större samhälle är Kökar, 5,3 km nordväst om Stenskär.